# Hôtel de ville de Cannes
L'hôtel de ville de Cannes situé de 1 place Bernard-Cornut-Gentille à Cannes est un immeuble construit en 1876 par l'architecte de la ville Louis Hourlier et qui abrite le bureau du maire et une partie des services municipaux.

## Localisation
L'hôtel de ville est administrativement situé de 1 place Bernard-Cornut-Gentille et occupe l'espace entre la place Cornut-Gentille à l'ouest, la promenade de la Pantiero au sud, la rue Louis-Blanc à l'est et la rue Félix-Faure au nord, dans le quartier du Suquet à Cannes, commune française du département des Alpes-Maritimes et de la région Provence-Alpes-Côte d'Azur.

## Historique
Une première maison communale existe près de la chapelle Sainte-Anne dans les hauteurs du Suquet. En 1515, elle est installée dans le bâtiment de la « boucherie » (partie sud de l'actuelle école des beaux-arts) qui jouxte l'issugan, le grenier où sont mises à sécher les peaux de bêtes, près de l'abattoir, installations qui appartiennent à la commune et où est débitée pour la population cannoise la viande achetée par les édiles dans les foires de la haute vallée du Var et d'Entrevaux.
Tombant en ruines après la Révolution, sa démolition est envisagée. La municipalité loue alors différents locaux et s'installe dans l'actuelle rue Jean-de-Riouffe jusqu'à la construction de l'hôtel de ville des allées de la Liberté en 1876.
Un premier projet qui ne voit pas le jour est élaboré en 1872 par un architecte du nom de Durand. Les Allées, au nord de l'actuelle promenade de la Pantiero qui prolonge la Croisette à l'ouest, sont un lieu de promenade planté d'arbres et vide de constructions. Louis Hourlier, architecte communal, construit l'hôtel de ville dans la partie occidentale, séparée de la partie orientale par le débouché de la rue Louis-Blanc.
Le monument aux morts de la Guerre 1914-1918 sculpté par Albert Cheuret et inauguré le 11 novembre 1927 lui fait face.

## Architecture
L'hôtel de ville est construit, dans un style éclectique à tendance classique, en calcaire et pierre de taille, sur un plan tripartite rectangulaire et homogène avec un axe de symétrie traversant utilisé comme vestibule. L'entresol et l'élévation à travées des deux étages carrés des façades nord et sud sont ordonnancés, de chaque côté d'une travée monumentalisée, avec des colonnes d'ordre dorique et ionique superposées. Le troisième niveau est un étage-attique dont les trumeaux supportent des haut-relief représentant des femmes adossées portant des palmes, des fruits, des bouquets et des couronnes de fleurs, symbolisant la production locale. Au dessus de l'inscription « République française » et plus haut « Hôtel de ville » sculptée au centre du troisième niveau, le fronton, dont la couverture imite un dôme, porte une horloge puis, encore au-dessus, les armoiries de la ville se détachant sur une ancre et sommées d'une couronne en forme de tour crénelée. La couverture de tuile plate mécanique est un toit à longs pans sur le bâtiment et une toiture en forme de croupe au-dessus du fronton.

## Protection du patrimoine
L'hôtel de ville de Cannes s'insère, avec le monument aux morts de la Guerre 1914-1918, le kiosque à musique, l'hôtel Splendid et le monument à Lord Brougham, dans l'ensemble dit promenade des Allées inscrit à l'inventaire général du patrimoine culturel au titre du recensement du patrimoine balnéaire de Cannes.